# 빈 공과대학교
빈 공과대학교(독일어: Technische Universität Wien)는 오스트리아 빈에 위치한 공립 대학이자 공과대학교이다. 2013년 기준으로 4,515명에 달하는 교직원들이 근무하고 있으며 27,923명에 달하는 학생들이 재학 중이다.
1815년에 설립되었으며 공학, 자연과학 연구를 전문으로 한다. 수학과, 지구과학과, 물리학과, 화학공학과, 정보과학과, 토목공학과, 건축학과, 기계학과, 경영공학과, 전기공학과, 정보기술학과가 설치되어 있다.